# Trechtingshausen

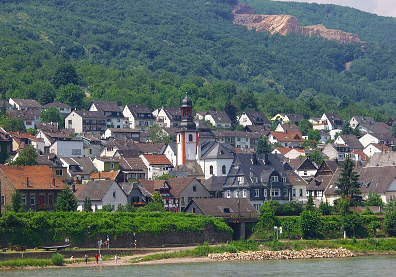
Trechtingshausen

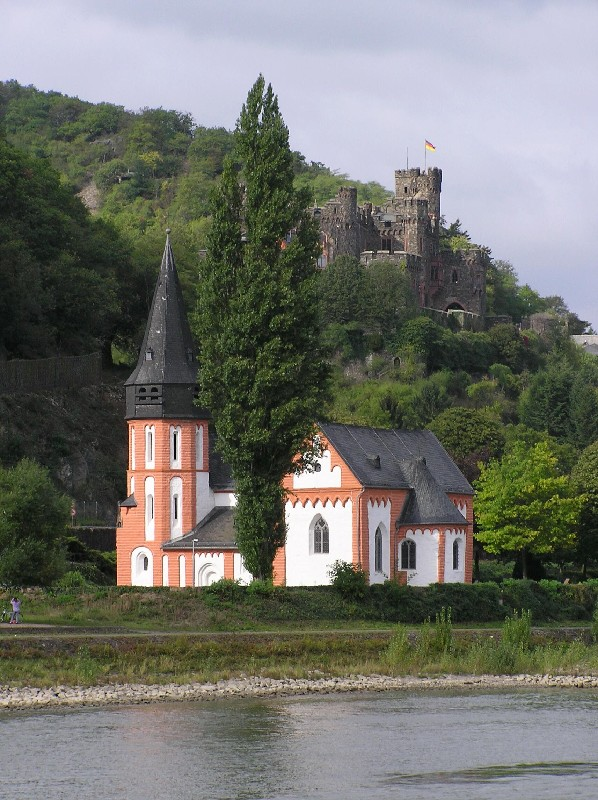
Clemenskapelle und Burg Reichenstein

Trechtingshausen (früher auch Trechtlingshausen) ist eine Ortsgemeinde im Landkreis Mainz-Bingen in Rheinland-Pfalz. Sie gehört der Verbandsgemeinde Rhein-Nahe an, die ihren Verwaltungssitz in der Stadt Bingen am Rhein hat. Seit 2002 ist Trechtingshausen Teil des UNESCO-Welterbes Oberes Mittelrheintal.

## Geographie
Der Weinort Trechtingshausen liegt nordwestlich von Bingen als erster bzw. oberster linksrheinischer Ort im Oberen Mittelrheintal. Es befindet sich am Nordosthang des Binger Walds. Bei Trechtingshausen mündet der Morgenbach in den Rhein.
Zu Trechtingshausen gehören auch die Wohnplätze Burg Rheinstein, Gerhardshof, Morgenbachtal sowie Gaststätte Schweizerhaus.

## Geschichte

### Ortsgeschichte
In der Frankenzeit gehörte Trechtingshausen zum unteren Nahegau. Reihengräber aus dieser Zeit sind bei Bauarbeiten freigelegt worden. Bei den ältesten erhaltenen urkundlichen Erwähnungen 1122 wird der Name des Dorfes Drodingishusen genannt, 1135 Drohtenhusen, 1328 Dreieckshusen und 1335 Drechlingshusen.
Aus den Urkunden von 1135 ist zu erfahren, dass Trechtingshausen im „Sprengel St. Clemens“ im Besitz der Abtei Cornelimünster bei Aachen war. Wegen der weiten Entfernung hatte die Abtei Ritter (Vögte) zu Verwaltern und Beschützern bestimmt. Sie hatten ihren Sitz auf der Burg Reichenstein. Doch mit der Zeit betätigten sie sich als Raubritter, bis der römisch-deutsche König Rudolf von Habsburg 1282 die Burg Reichenstein zerstörte und die Raubritter bei der Clemenskapelle hinrichten ließ. Am 6. September 1270 verkaufte die Abtei den ganzen „Sprengel St. Clemens“ dem Mainzer Domkapitel und dem Stift Maria ad gradus in Mainz. Auch das Kloster Otterberg war im Ort begütert.
1290 verkaufte Dietrich von Hohenfels die wieder aufgebaute Burg und Trechtingshausen widerrechtlich dem mächtigen Pfalzgrafen Ludwig dem Strengen. Streitigkeiten zwischen Mainz und dem Pfalzgrafen um den Besitz entschieden sich erst 1344; Trechtingshausen und Burg Reichenstein kamen endgültig zu Mainz. Trechtingshausen und Niederheimbach wurden dem Amt Bingen zugeteilt. Jede Gemeinde hatte einen Schultheiß. Der Oberschultheiß hatte seinen Sitz in Niederheimbach. Die „Dingtage“ wurden unterhalb der Burg Sooneck abgehalten, wo auch der Galgen stand. Der Dreißigjährige Krieg brachte viel Leid und Elend über Trechtingshausen. 35 Häuser wurden niedergebrannt. Es herrschte mehrere Jahre die Pest.
Rund 500 Jahre gehörte Trechtingshausen zu Kurmainz mit dem Amtssitz in Bingen. Nach der Besetzung des Linken Rheinufers durch die französischen Revolutionstruppen wurden die Kirchenfürsten enteignet und Trechtingshausen bei Einführung der französischen Verwaltung der Mairie Niederheimbach im Kanton Bacharach zugeteilt.
Nach den Befreiungskriegen blieb Trechtingshausen bei der Bürgermeisterei Niederheimbach im Kreis St. Goar in der Rheinprovinz.
1938 kam das Dorf zum Amt Bacharach, am 1. Oktober 1968 zur Verbandsgemeinde Bacharach und am 8. November 1970 zur Verbandsgemeinde Rhein-Nahe im Landkreis Mainz-Bingen, dem die Gemeinde seit dem 9. Juni 1969 angehört.
Quelle: Valentin Reuschel -verst.-, ehem. Dorfchronist

### Einwohnerentwicklung
Die Entwicklung der Einwohnerzahl von Trechtingshausen, die Werte von 1871 bis 1987 beruhen auf Volkszählungen:
| Jahr | Einwohner |
| 1815 | 502       |
| 1835 | 672       |
| 1871 | 770       |
| 1905 | 874       |
| 1939 | 856       |
| 1950 | 1.000     |

| Jahr | Einwohner |
| 1961 | 985       |
| 1970 | 1.155     |
| 1987 | 1.101     |
| 2005 | 1.041     |
| 2020 | 1.016     |
| 2022 | 1.020     |

## Politik

### Gemeinderat

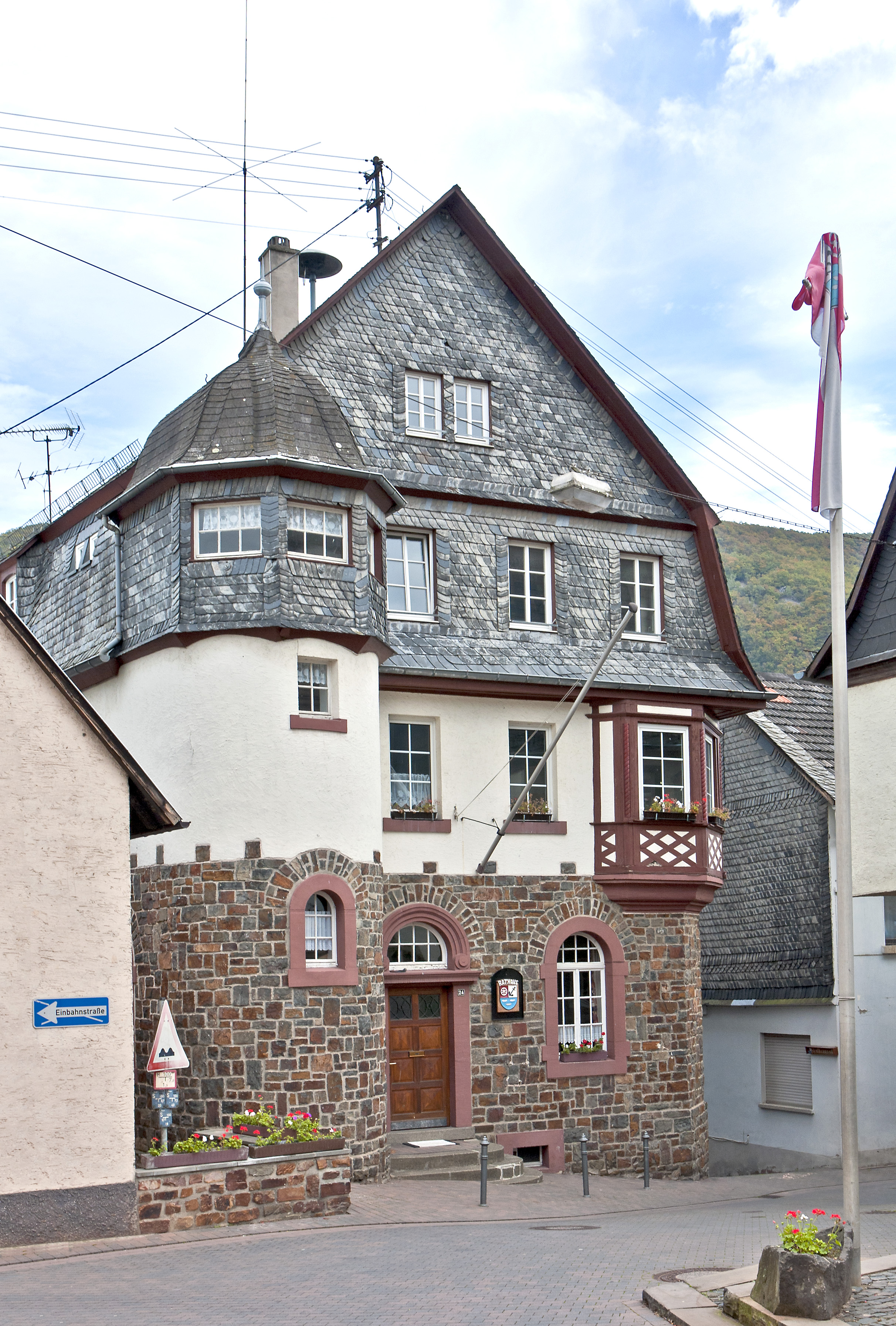
Rathaus

Der Gemeinderat in Trechtingshausen besteht aus 16 Ratsmitgliedern, die bei der Kommunalwahl am 9. Juni 2024 in einer personalisierten Verhältniswahl gewählt wurden, und dem ehrenamtlichen Ortsbürgermeister als Vorsitzendem.
Die Sitzverteilung im Gemeinderat:
| Wahl | SPD | CDU | WGP * | Gesamt   |
| ---- | --- | --- | ----- | -------- |
| 2024 | –   | 5   | 11    | 16 Sitze |
| 2019 | 10  | 6   | –     | 16 Sitze |
| 2014 | 11  | 5   | –     | 16 Sitze |
| 2009 | 11  | 5   | –     | 16 Sitze |
| 2004 | 9   | 7   | –     | 16 Sitze |

### Bürgermeister
Ortsbürgermeister von Trechtingshausen ist seit 2004 Herbert Palmes (SPD). Bei der Direktwahl am 26. Mai 2019 wurde er mit einem Stimmenanteil von 69,57 % und bei der Direktwahl am 9. Juni 2024 als einziger Bewerber mit 72,0 % in seinem Amt bestätigt.

### Wappen
| Wappen von Trechtingshausen | Blasonierung: „Geteilt und oben von Rot und Silber gespalten, oben rechts ein sechsspeichiges silbernes Wagenrad, oben links ein schräglinker schwarzer Anker, unten in Blau drei silberne Nachen (2:1).“ |
| Wappen von Trechtingshausen | Wappenbegründung: Das silberne Mainzer Rad in Rot symbolisiert die ununterbrochene Zugehörigkeit zu Kurmainz von 1344 bis 1798; der Anker verweist auf die Schiffer- und Treidlerdienste und ist das Attribut des Heiligen Clemens, des Ortspatrons. Die drei Nachen versinnbildlichen den Bezug des aus drei Nachbarschaften zusammengesetzten Ortes zum rechtsrheinisch gelegenen Bodental. Die Weinberge dort waren die Hauptlebensgrundlage der Trechtingshäuser, die sie mit den Nachen erreichten. |

## Kultur und Sehenswürdigkeiten

### Bauwerke
- Bedeutendstes Bauwerk ist die außerhalb des Ortes gelegene spätromanische Clemenskapelle (1220/1230), einst Pfarrkirche von Trechtingshausen, mit ihrem Beinhaus, der Michaelskapelle; grundlegend saniert und die Basilikaform wiederhergestellt 1907 von Architekt Ludwig Hofmann.
- Die neue Pfarrkirche St. Clemens im Ort wurde Anfang des 19. Jahrhunderts erbaut und in den 1920er Jahren umfassend erneuert.
- Von der Ortsbefestigung haben sich noch einzelne Tore, Mauerzüge und ein Turm erhalten.
- Oberhalb des Ortes liegt die Burg Reichenstein.
- Ein Stück rheinaufwärts liegt auf Gemeindegebiet die Burg Rheinstein.

### Regelmäßige Veranstaltungen
- Rhein in Feuerzauber am 1. Samstag im Juli: Großfeuerwerke und Schiffsrundfahrt am Mittelrhein von Trechtingshausen mit Burg Reichenstein, entlang Burg Rheinstein, Assmannshausen, Binger Mäuseturm, Ruine der Burg Ehrenfels (Hessen), Bingen am Rhein mit Burg Klopp nach Rüdesheim am Rhein mit der Brömserburg.
- Feuerwehrfest der Freiwilligen Feuerwehr Trechtingshausen am letzten Wochenende im Juni (Freitag–Sonntag).

## Wirtschaft und Infrastruktur

### Wirtschaft

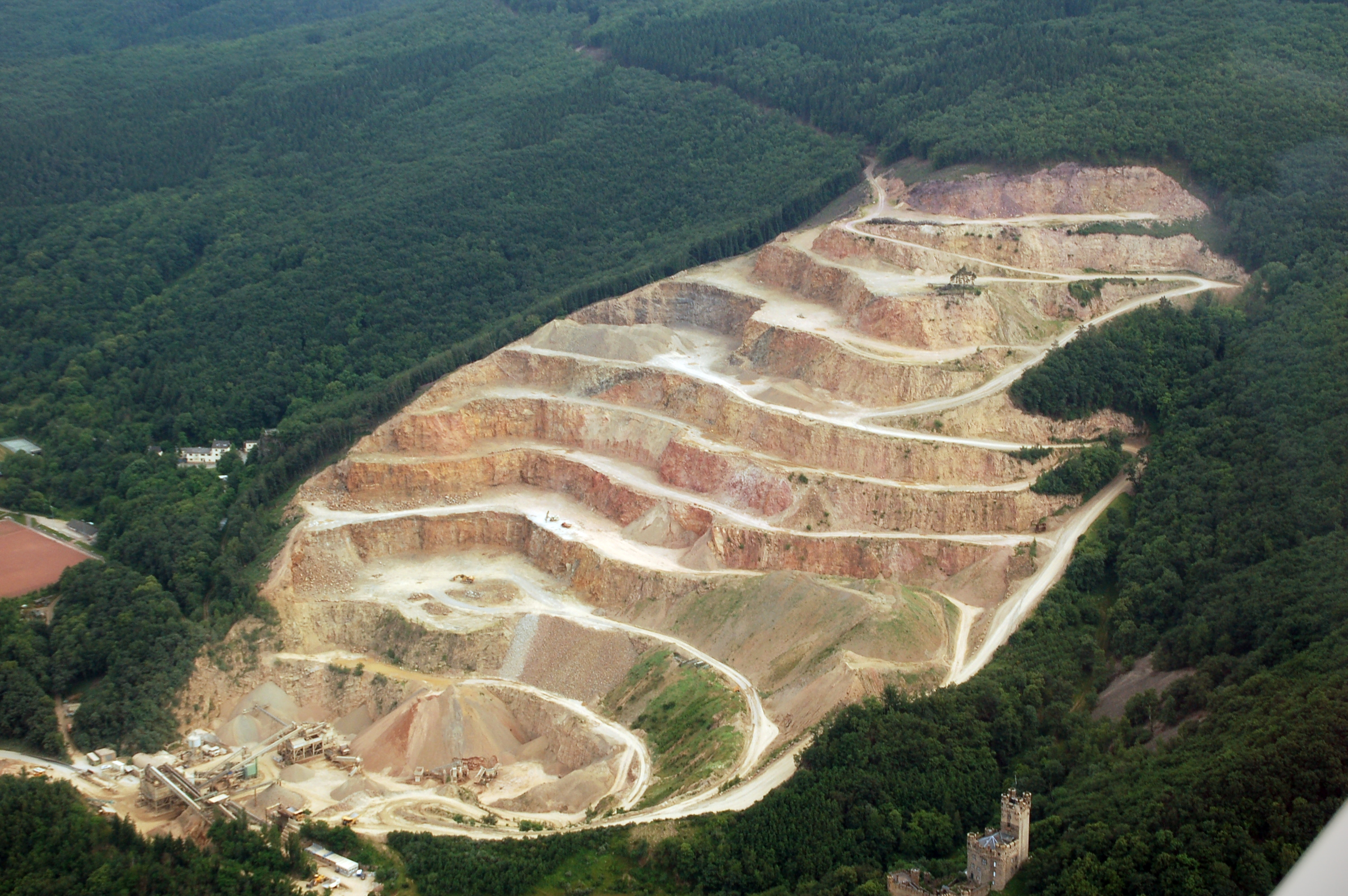
Tagebau (Grauwacke), rechts die Burg Sooneck

Trechtingshausen ist wirtschaftlich durch den Weinbau und Bergbau geprägt.
Ein über die Grenzen von Trechtingshausen hinaus bekanntes Unternehmen ist das Hartsteinwerk, welches im Tagebau die quarzitische Grauwacke abbaut und verarbeitet. Der Ursprung des Tagebaus reicht bis in die Mitte des 17. Jahrhunderts zurück. Seit 1963 wird der Steinbruch von der de Beijer Groep BV (NL), im Auftrag der Ortsgemeinde (Eigentümer) betrieben. Die Lage nahe dem Rhein und der Bahnstrecke bringt eine gute Anbindung an internationale Transportwege mit sich. Mit den Produkten des Steinbruchs wird unter anderem der Küstenschutz in den Niederlanden erhalten und erweitert.
Im Übrigen ist der Tourismus ein wichtiges wirtschaftliches Standbein für die Kommune.

### Verkehr
Direkt durch die Gemeinde verläuft die Bundesstraße 9, die Mainz mit Koblenz verbindet. Die Bundesautobahnen 60 und 61 werden nach etwa 11 km an der Anschlussstelle Bingen Mitte erreicht.
Der Bahnhof Trechtingshausen liegt an der Bahnlinie Mainz–Koblenz und wird stündlich von den Zügen der MittelrheinBahn (RB 26) Köln – Mainz bedient.
| Linie | Verlauf | Takt   |
| ----- | --- | ------ |
| RB 26 | MittelrheinBahn: (Köln/Bonn Flughafen –) (nur im Nachtverkehr) Köln Messe/Deutz – Köln Hbf – Köln West – Köln Süd – Hürth-Kalscheuren – Brühl – Sechtem – Roisdorf – Bonn Hbf – Bonn UN Campus – Bonn-Bad Godesberg – Bonn-Mehlem – Rolandseck – Oberwinter – Remagen – Sinzig (Rhein) – Bad Breisig – Brohl – Namedy – Andernach – Weißenthurm – Mülheim-Kärlich – Koblenz-Lützel – Koblenz Stadtmitte – Koblenz Hbf – Rhens – Spay – Boppard Hbf – Boppard-Bad Salzig – Boppard-Hirzenach – Sankt Goar – Oberwesel – Bacharach – Niederheimbach – Trechtingshausen – Bingen (Rhein) Hbf – Bingen (Rhein) Stadt – Bingen-Gaulsheim – Gau Algesheim – Ingelheim – Heidesheim (Rheinhessen) – Uhlerborn – Budenheim – Mainz-Mombach – Mainz Hbf Stand: Fahrplanwechsel Dezember 2021 | 60 min |

## Söhne und Töchter der Gemeinde
- Johanna Spangenberg (1894–1979), Politikerin (SPD), 1946–1950 Abgeordnete des Hessischen Landtags